# A nice cup of tea

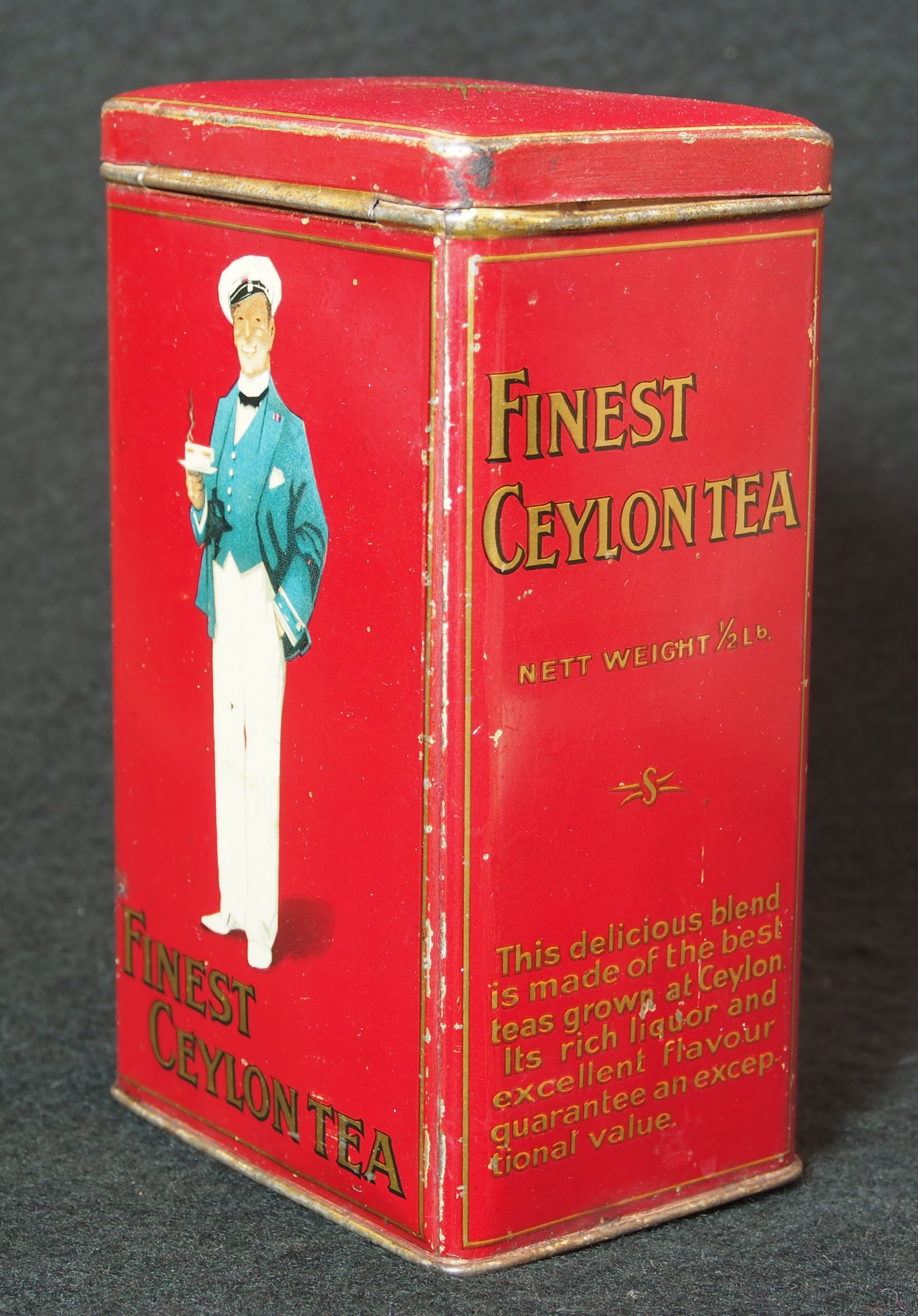
Orwell prefería los tés indios y ceilaneses a los de China.

A Nice Cup of Tea es un conocido ensayo de George Orwell en el que expone sus «once reglas de oro» para preparar y disfrutar de «una buena taza de té».
Escrito en el periodo de racionamiento de la posguerra en el Reino Unido, y publicado en el Evening Standard del 12 de enero de 1946, en él Orwell sostiene que se puede preparar veinte tazas de té «buenas y fuertes» de la ración de veinte onzas de hojas de té.